# 2015년 6월 죽음
다음은 2015년 6월에 사망한 저명한 인물 목록이다.
- 6월 7일
  - 대한민국의 전 축구선수 정용환
  - 영국의 배우 크리스토퍼 리
- 6월 9일 - 독일의 작곡가 제임스 라스트
- 6월 11일 - 미국의 프로레슬링선수 더스티 로즈
- 6월 14일 - 중화인민공화국의 정치가 차오스
- 6월 17일 - 튀르키예의 제9대 대통령 쉴레이만 데미렐
- 6월 18일 - 일본의 성우 타테카베 카즈야
- 6월 21일 - 핀란드의 작가 베이요 메리
- 6월 22일 - 미국의 작곡가 제임스 호너
- 6월 24일 - 미국의 전 해군 안수산
- 6월 25일 - 잉글랜드의 배우 패트릭 맥니
- 6월 26일
  - 대한민국의 영화배우 진도희
  - 러시아의 정치인 예브게니 프리마코프